# Aclimatação
Aclimatação e aclimatização são termos gerais usados para descrever o processo de um organismo ajustar-se a mudanças em seu habitat, geralmente envolvendo temperatura ou clima. Isso pode ser algo bem discreto ou ser parte de um ciclo periódico, como troca da pelagem de inverno de mamíferos para uma pelagem mais leve no verão. Aclimatação usualmente ocorre por um curto período, e dentro do período de vida de um organismo. 
Alguns cientistas fazem uma distinção entre os termos:
- Aclimatação, se refere a mudanças fisiológicas a uma mudança ambiental imposta e controlada (experimental);
- Aclimatização, significa mudanças fisiológicas em resposta a mudanças naturais no ambiente externo.

Os termos aclimatização e aclimatação são muitas vezes confundidos, porém a correta conotação de aclimatização refere-se à transferência de plântulas in vitro para um ambiente protegido, como em casas de vegetação com telados (ambiente controlado), sendo esse um processo basicamente artificial. A aclimatação representa a fase seguinte do processo de adaptação que ocorre, essencialmente, em ambiente natural.
A distinção pode ser eventualmente a mesma, porém invertendo-se as palavras usadas para cada significado. Também é em alguns casos feita a distinção de aclimatação ser uma resposta a múltiplas influências ambientais, e aclimatização ser referente ao ajuste à influência mais restrita e específica, tal como as que poderiam ser reproduzidas isoladamente em laboratório, ou em experimentos de campo.
Aclimatação não deve ser confundida com adaptação, que ocorre em populações durante sua evolução; Além disso, a adaptação envolve modificações genéticas herdáveis, o que não ocorre na aclimatação. A capacidade de aclimatação é diferente entre as espécies, sendo, esta sim, herdável.

## Aclimatação em Grandes Altitudes
Aclimatação no processo respiratório pode ser definida pela estimulação ainda maior da respiração pela inalação crônica de baixos níveis de oxigênio.
A causa da aclimatação se deve ao fato de que, dentro de 2 ou 3 dias, o centro respiratório no tronco cerebral perde cerca de 80% de sua sensibilidade às alterações da pCO2 e dos íons hidrogênio. Em decorrência, a eliminação ventilatória do excesso de dióxido de carbono (hiperventilação) que levaria ao aumento da frequência respiratória, em condições normais, não ocorre e, consequentemente, baixos teores de oxigênio podem conduzir o sistema respiratório a níveis muito mais altos de ventilação alveolar do que sob condições agudas.
Em vez do possível aumento de 70% na ventilação, após a exposição aguda a baixos teores de oxigênio, a ventilação alveolar frequentemente aumenta por 400% a 500%, depois de 2 a 3 dias de redução dos níveis desse gás; isso por sua vez colabora imensamente com o suprimento adicional de oxigênio em altas altitudes.